# Valdesquí

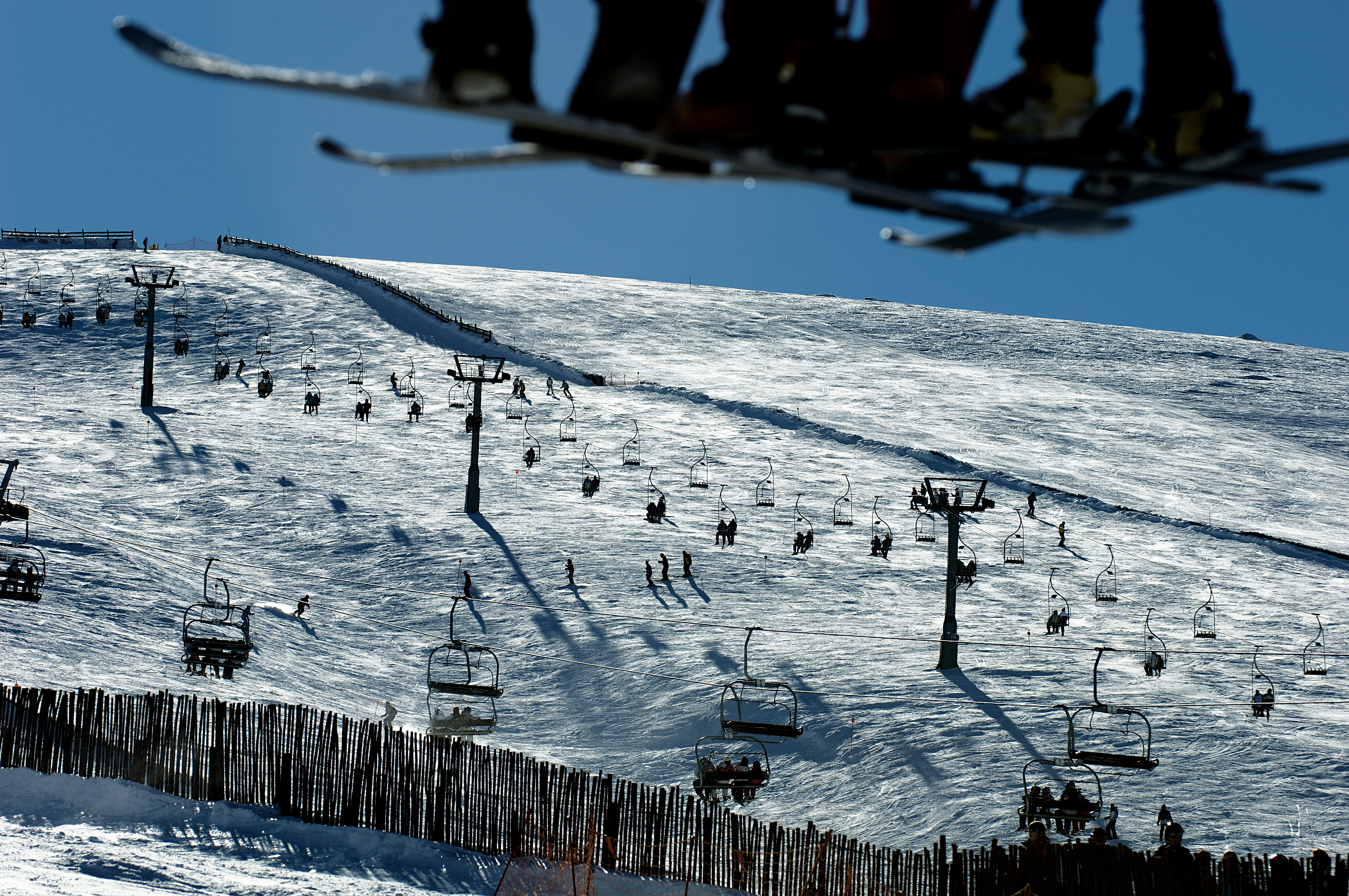
Skilift am Ort

Valdesquí ist ein kleines Wintersportgebiet in Spanien, das sich in der Sierra de Guadarrama bei der Gemeinde Rascafría befindet. Es erstreckt sich über eine Höhe zwischen 1860 und 2280 Metern und umfasst 28 Pisten mit einer Länge von 22 Kilometern.
Im Mai 2024 endet in Valdesqui die letzte Etappe der La Vuelta Femenina.